# Ife (Volk)
Die Ife sind ein Volk in Togo, Ghana und Benin, das auch Ana, Ana-Ife, Atakpame oder Baate genannt wird. Der wesentliche Teil dieser Ethnie lebt im heutigen Togo mit einer Bevölkerungszahl von ca. 113.000 Menschen. In Ghana leben ca. 27.000, im Benin ca. 63.000 Menschen.
Die Ife sprechen Ife, eine yoruboide Sprache.